# British Aerospace Sea Harrier
Бритиш Аэроспейс «Си Харриер» (англ. British Aerospace Sea Harrier) — британский палубный истребитель-бомбардировщик вертикального взлёта и посадки. Создан на основе самолёта «Харриер» сухопутного базирования. Состоял на вооружении Королевских ВМС Великобритании в 1980—2006 годах.

## Модификации
- FRS.1 — базовая модификация. За 1978-1988 годы выпущено 57 экземпляров.
- FRS.51 — модификация для ВМС Индии с другим вооружением.
- F(A).2 — модернизированный вариант FRS.1 с новым радаром и вооруженный ракетами AIM-120 AMRAAM.

## На вооружении
- Великобритания — с 1978 по 2006 год. Всего получили 81 самолёт.
- Индия — на вооружении с 1983 по 2016 год. Всего получили 30 самолётов.

## Боевое применение

### Фолклендская война (1982)
В ходе войны с Аргентиной, Великобритания использовала 28 «Си Харриеров». По официальным данным, на счету британских «Харриеров» 31 сбитый аргентинский самолёт (в большинстве Mirage III), без потерь со своей стороны. По другим[каким?] источникам — 21 воздушная победа, при потере одного, сбитого «Даггером» (Мираж-5).
Всего за войну по официальным данным не было потеряно ни одного борта в бою.

### Война в Югославии(1994—1995, 1999)
«Си Харриеры» ВМС Великобритании использовались для атак по боснийским сербам в 1994 году.
16 апреля один самолёт был сбит, пилот катапультировался, приземлившись на территории боснийских мусульман.
22 ноября два «Си Харриера» были вынуждены прекратить задание из за повреждений, полученных от огня сербских ЗРК С-75.
В 1999 году, во время операции НАТО «Союзная сила» британские самолёты патрулировали небо над Косово.

## Авиационные происшествия и катастрофы
По данным Aviation Safety Database в различных происшествиях и катастрофах было потеряно 40 самолётов Sea Harrier.
| Дата       | Бортовой номер | Место катастрофы     | Жертвы | Краткое описание |
| ---------- | -------------- | -------------------- | ------ | --- |
| 01.12.1980 | XZ454          | Ла-Манш              | 0/1    | Sea Harrier FRS.1 800-й морской эскадрильи упал в воду после взлёта с авианосца «Invincible». |
| 04.05.1982 | XZ450          | Гуз-Грин             | 1/1    | Sea Harrier FRS.1 800-й морской эскадрильи сбит аргентинской зенитной артиллерией. |
| 06.05.1982 | XZ452          | Фолклендские острова | 1/1    | Sea Harrier FRS.1 801-й морской эскадрильи пропал без вести во время морского патрулирования. |
| 06.05.1982 | XZ453          | Фолклендские острова | 1/1    | Sea Harrier FRS.1 801-й морской эскадрильи пропал без вести во время морского патрулирования. |
| 17.05.1982 | XZ438          | Йеавилтон, Сомерсет  | 0/1    | Sea Harrier FRS.1 разбился после взлёта из-за асимметрично залитого топлива в баки. |
| 23.05.1982 | ZA192          | Фолклендские острова | 1/1    | Sea Harrier FRS.1 800-й морской эскадрильи взорвался в воздухе после взлёта с авианосца. |
| 29.05.1982 | ZA174          | Фолклендские острова | 0/1    | Sea Harrier FRS.1 801-й морской эскадрильи соскользнул с палубы авианосца в море после посадки в шторм. |
| 01.06.1982 | XZ456          | Порт-Стэнли          | 0/1    | Sea Harrier FRS.1 809-й морской эскадрильи сбит аргентинским ЗРК. |
| 21.01.1983 | ZA177          | Дорчестер            | 0/1    | Sea Harrier FRS.1 899-й морской эскадрильи разбился. |
| 15.06.1983 | XZ500          | Бискайский залив     | 0/1    | Sea Harrier FRS.1 899-й морской эскадрильи упал в море. |
| 20.10.1983 | ZA194          | Дорчестер            | 0/1    | Sea Harrier FRS.1 899-й морской эскадрильи разбился. |
| 16.03.1984 | XZ496          | Северное море        | 0/1    | Sea Harrier FRS.1 800-й морской эскадрильи упал в море из-за отказа двигателя. |
| 01.12.1984 | XZ458          | Форт-Уильям          | 0/1    | Sea Harrier FRS.1 800-й морской эскадрильи разбился из-за столкновения с птицами. |
| 16.04.1986 | XZ491          | Атлантический океан  | 0/1    | Sea Harrier FRS.1 упал в море. |
| 15.10.1987 | ZA190          | Атлантический океан  | 0/1    | Sea Harrier FRS.1 801-й морской эскадрильи упал в море из-за столкновения с птицами. |
| 04.05.1988 | IN601          | Гоа                  | 1/1    | Sea Harrier FRS.51 300-й эскадрильи ВМС Индии разбился при посадке. |
| 04.10.1989 | ZA191          | Ла-Манш              | 0/1    | Sea Harrier FRS.1 801-й морской эскадрильи разбился после столкновения с мачтой авианосца “Ark Royal”. |
| 01.12.1989 | XZ451          | Сардиния             | 0/1    | Sea Harrier FRS.1. |
| 08.05.1990 | XZ460          | Сардиния             | 1/1    | Sea Harrier FRS.1. |
| 10.05.1991 | ZD609          | Чепстоу              | 0/1    | Sea Harrier FRS.1 801-й морской эскадрильи разбился. |
| 28.05.1992 | ZA193          | Атлантический океан  | 0/1    | Sea Harrier FRS.1 |
| 09.06.1992 | IN619          | Гоа                  | 0/1    | Sea Harrier FRS.51 300-й эскадрильи ВМС Индии разбился при взлёте. |
| 15.12.1994 | XZ493          | Босния и Герцеговина | 0/1    | Sea Harrier FRS.1 800-й морской эскадрильи упал в море. |
| 20.10.1995 | XZ457          | Йеавилтон, Сомерсет  | 0/1    | Sea Harrier F(A).2 899-й морской эскадрильи разбился при взлёте из-за взрыва двигателя. |
| 08.02.1996 | IN620          | Гоа                  | 0/1    | Sea Harrier FRS.51 300-й эскадрильи ВМС Индии упал в море во время ночного вылета. |
| 13.02.1996 | XZ455          | Адриатическое море   | 0/1    | Sea Harrier F(A).2 801-й морской эскадрильи упал в море при ночной посадке на авианосец “Illustrious”. |
| 16.09.1996 | ZD580          | Портленд             | 0/1    | Sea Harrier F(A).2 899-й морской эскадрильи столкнулся с голландским F-16А во время учебного боя. Оба самолёта смогли приземлиться. У Sea Harrier была повреждена носовая часть и он был отправлен на хранение для последующего ремонта, но из-за решения снять данный тип самолётов с вооружения был списан и продан частному коллекционеру. Ныне в виде статичного экземпляра находится в Новой Зеландии. |
| 10.12.1996 | XZ492          | Тунисский пролив     | 0/1    | Sea Harrier F(A).2. |
| 30.09.1997 | IN611          | Гоа                  | 1/1    | Sea Harrier FRS.51 ВМС Индии упал в море. |
| 30.11.1998 | IN6..          | Гоа                  | 0/1    | Sea Harrier FRS.51 300-й эскадрильи ВМС Индии упал в море. |
| 25.05.2001 | IN610          | Гоа                  | 0/1    | Sea Harrier FRS.51 300-й эскадрильи ВМС разбился. |
| 08.10.2001 | ZD614          | Сомерсет             | 0/1    | Sea Harrier F(A).2 800-й морской эскадрильи съехал при посадке с ВПП в реку. Отправлен в ремонт, но в связи с решением снять данный тип с вооружения был списан. |
| 01.05.2002 | ZH807          | Сомерсет             | 0/1    | Sea Harrier F(A).2 899-й морской эскадрильи получил значительные разрушения при поломки переднего шасси при посадке. Отправлен в ремонт, но в связи с решением снять данный тип с вооружения был списан. |
| 11.06.2003 | ZH805          | Илфракомб, Девон     | 0/1    | Sea Harrier F(A).2 упал в море во время испытательного полёта после ремонта. |
| 24.08.2003 | IN615          | Гоа                  | 0/1    | Sea Harrier FRS.51 300-й эскадрильи ВМС упал в море. |
| 16.12.2004 | IN604          | Гоа                  | 0/1    | Sea Harrier FRS.51 300-й эскадрильи ВМС разбился при посадке. |
| 17.05.2005 | IN621          | Гоа                  | 0/1    | Sea Harrier FRS.51 300-й эскадрильи ВМС съехал с ВПП и получил сильные повреждения. Списан и передан в Музей Военно-морской авиации. |
| 05.12.2005 | IN607          | Гоа                  | 1/1    | Sea Harrier FRS.51 300-й эскадрильи ВМС при взлёте съехал с ВПП и врезался в забор. |
| 24.12.2007 | IN613          | Гоа                  | 0/1    | Sea Harrier FRS.51 300-й эскадрильи ВМС разбился при посадке. |
| 21.08.2009 | IN622          | Гоа                  | 1/1    | Sea Harrier FRS.51 300-й эскадрильи ВМС упал в море. |

## Тактико-технические характеристики
Приведенные характеристики соответствуют модификации FRS.1.
Источник данных: Ильин, 1994.

Технические характеристики
- Экипаж: 1 (пилот)
- Длина: 14,17 м
- Размах крыла: 7,7 м
- Высота: 3,71 м
- Площадь крыла: 18,68 м²
- Масса пустого: 6097 кг
- Масса снаряжённого: 6374 кг (без боевой нагрузки)
- Нормальная взлётная масса:  
  - при вертикальном взлёте: 8620 кг
  - при взлёте с разбегом: 10 210 кг
- Максимальная взлётная масса: 11 880 кг
- Масса топлива во внутренних баках: 2295 кг (+ 2404 кг в ПТБ)
- Силовая установка: 1 × ТРДД Rolls-Royce Pegasus Mk.104
- Тяга: 1 × 95,6 кН (9750 кгс)

Лётные характеристики
- Максимальная скорость: 1190 км/ч
- Боевой радиус:  
  - при вертикальном взлёте: 135 км
  - при взлёте с разбегом: 795 км (при взлётной массе 9700 кг)
- Продолжительность патрулирования:
  - при вертикальном взлёте: 24 мин
  - при взлёте с разбегом: 94 мин
- Практический потолок: 15 300 м
- Максимальная эксплуатационная перегрузка: +7,8/-4,2 g

Вооружение
- Стрелково-пушечное: 2×30 мм пушки ADEN с 130 патронами на ствол (съёмные)
- Точки подвески: 5
- Управляемые ракеты:  
  - ракеты «воздух-воздух»: AIM-9, AIM-120 (FRS.2), R550 Magic (FRS.51)
  - ракеты «воздух-поверхность»: ALARM, AS.37 Martel, Sea Eagle
- Неуправляемые ракеты: 4×18×68 мм ракет SNEB
- Бомбы: свободнопадающие калибром до 454 кг